# 圣安娜 (热尔省)
圣安娜（法語：Sainte-Anne，法語發音：[sɛ̃t an]）是法国热尔省的一个市镇，位于该省东部，属于欧什区。

## 地理
圣安娜（43°44'39"N, 0°57'57"E）面积6.74 平方千米，位于法国奧克西塔尼大區热尔省，该省份为法国西南部内陆省份，北起顺时针与洛特-加龙省、塔恩-加龙省、上加龙省、上比利牛斯省、大西洋比利牛斯省和朗德省接壤。
与圣安娜接壤的市镇（或旧市镇、城区）包括：布里涅蒙、拉雷奥勒、阿尔迪扎、科洛涅、圣乔治、萨朗。

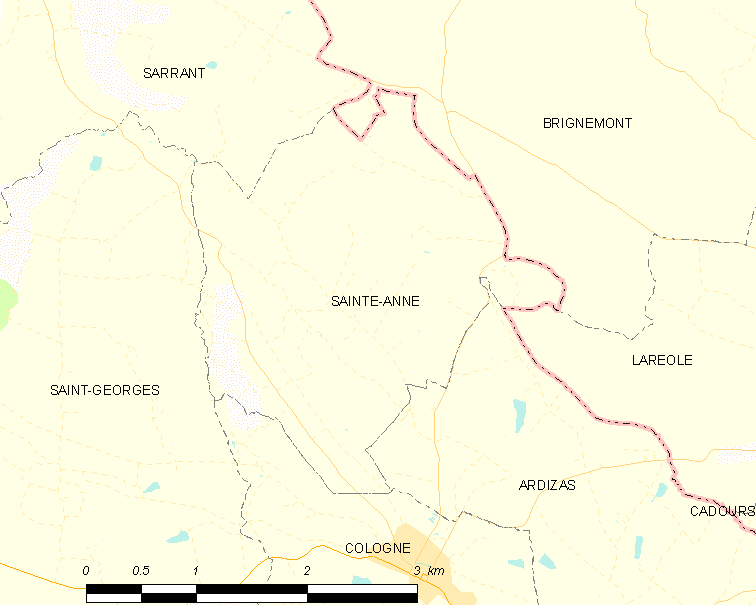
的OSM定位图

圣安娜的时区为UTC+01:00、UTC+02:00（夏令时）。

## 行政
圣安娜的邮政编码为32430，INSEE市镇编码为32357。

## 政治
圣安娜所属的省级选区为日莫讷-阿拉茨县。

## 人口

1962-2008年间人口变化图示

圣安娜于2022年1月1日时的人口数量为125人。